# 6340 Kathmandu
6340 Kathmandu (1993 TF2) là một tiểu hành tinh nằm phía ngoài của vành đai chính được phát hiện ngày 15 tháng 10 năm 1993 bởi Endate & Watanabe ở Kitami.